# إرنست بي. شودساك
إرنست بومونت شودساك (بالإنجليزية: Ernest B. Schoedsack) (8 يونيو 1893 - 23 ديسمبر 1979) كان مصورًا سينمائيًا أمريكيًا، ومنتجًا ومخرجًا.
وُلد شودساك في كونسيل بلوفس، أيوا، واشتُهر بمشاركته في إخراج فيلم كينغ كونغ الصادر سنة 1933. وفي حفل توزيع جوائز الأوسكار الأول ترشّح إلى جانب ميرين كوبر لنيل جائزة الأوسكار للإنتاج الفني والإبداعي عن فيلم تشانغ: دراما البرية.
تزوّج من كاتبة السيناريو روث روز. وقد تم دفنهما معًا في مقبرة قرية ويست وود التذكاريّة في وست وود، لوس أنجلوس، كاليفورنيا.